# جيم فوثرينغهام
جيم فوثرينغهام (بالإنجليزية: Jim Fotheringham)‏ هو لاعب كرة قدم بريطاني في مركزي الدفاع وقلب الدفاع، ولد في 19 ديسمبر 1933 في هميلتون في المملكة المتحدة، وتوفي في 16 سبتمبر 1977 في Corby ‏ في المملكة المتحدة. لعب مع نادي أرسنال ونورثامبتون تاون وهارت أوف ميدلوثيان.